# 彭氏海豬魚
彭氏海豬魚，為輻鰭魚綱鱸形目隆頭魚亞目隆頭魚科的其中一種，分布於西南大西洋的巴西海域，棲息深度可達30公尺，本魚稚魚和雌魚有寬的黑色斑紋經過眼睛到被突出略帶桃色-褐色線毗鄰上方的尾鰭基部;身體的下半部白色，鱗片有橘色的斑點。雄性成魚主要為綠色，在背鰭的前部上被與粉紅色與一個黑色的斑點接壤的鱗片，背鰭硬棘9枚；背鰭軟條11枚；臀鰭硬棘3枚；臀鰭軟條11枚，體長可達5.6公分，棲息在珊瑚礁海域，生活習性不明。